# فتاة البرتقال (رواية)
رواية فتاة البرتقال The Orange Girl (بالنرويجية: Appelsinpiken)‏; هي رواية نرويجية نشرت عام 2003 للكاتب النرويجي جوستاين غاردر، والتي تم اقتباسها كفلم عام 2009، نالت جائة الافصل في الكتابة الصوفية، واسم الرواية يشر إلى الفاكهة بذاتها وليس إلى اللون البرتقالي

## القصة
تتحدث الرواية عن ثلاثة ازمنة لجيلين، الزمن الأول الذي كتبت فيه رسالة والد جورج حين كان عمر جورج لما يتجاوز سنواته الأربع، وهو زمن كان فيه والده يحتضر.
الزمن الثاني هو عند اكتشاف الرسالة بعد أحد عشر عاماً على وفاة الأب، وقراءة جورج لها بعد أن أصبح في عمر يستوعب فيه مثل هذه الرسالة.
أما الزمن الثالث فهو ذلك الزمن الذي تحدث فيه والد جورج عن فتاة البرتقال في رسالته المطولة إلى ولده جورج، وهو زمن لم يكن فيه جورج قد ولد بعد. وتبدو الرواية غارقة في عوالم الأسطورة والتخييلات الرمزية ما بين جيلين." 

## الاقتباس
عام 2009 تم اقتباس الرواية في فلم من إخراج ايفا داهر In  Eva Dahr.